# Jianchangosaurus
Jianchangosaurus is een geslacht van plantenetende theropode dinosauriërs, behorend tot de groep van de Maniraptora, dat tijdens het vroege Krijt leefde in het gebied van het huidige China. De enige benoemde soort is Jianchangosaurus yixianensis.
Jianchangosaurus is een basaal lid van de Therizinosauria dat een voor die groep unieke occlusie heeft van de tanden die lijkt op die van de ornithischische Cerapoda en waarbij het naar binnen gedraaide slijtvlak van de boventanden over het naar buiten gedraaide slijtvlak van de ondertanden schaart.

## Vondst en naamgeving
In het begin van de eenentwintigste eeuw kocht het Henan Geological Museum een dinosauriërskelet aan van een illegale fossielenhandelaar. Het was vermoedelijk gevonden in de provincie Liaoning.
In 2013 werd de typesoort Jianchangosaurus yixianensis benoemd en beschreven door Pu Hanyong, Yoshitsugu Kobayashi, Lü Junchang, Xu Li, Wu Yanhua, Chang Huali,
Zhang Jiming en Jia Songhai. De geslachtsnaam verwijst naar het district Jianchang. De soortaanduiding verwijst naar de Yixianformatie.
Het holotype, 41HIII-0308A, is gevonden in een laag van de Yixianformatie die dateert uit het Aptien. Het bestaat uit een vrijwel volledig en in verband liggend skelet, samengedrukt op een enkele plaat. Boven de rug zijn delen van het verenkleed zichtbaar. De fossielenhandel had het stuk echter gedeeltelijk vervalst om de aantrekkelijkheid ervan en dus de waarde te vergroten, een gebruikelijke praktijk in China. De teenkootjes, de middenvoeten en middelste halswervels, die door stromend water losgeraakt waren van het skelet, werden uit de plaat gezaagd en min of meer in de oorspronkelijke positie teruggebracht. Daarbij maakte men de vergissing de teenkootjes in een willekeurige volgorde te plaatsen, de middenvoeten fout te roteren, de achtste halswervel achter de derde te plaatsen, de vijfde en zesde halswervel, ook nog een halve slag om hun lengteas geroteerd, tussen de negende en de tiende te zetten en de vierde halswervel tussen de vijfde en zevende ruggenwervel aan te brengen. Het uiteinde van de staart ontbrak na de elfde staartwervel; die werd met valse wervels aangevuld. Een ander mankement, het ontbreken van de rechtervoorpoot, werd niet gerepareerd. Het gaat vermoedelijk om een jong dier.

## Beschrijving

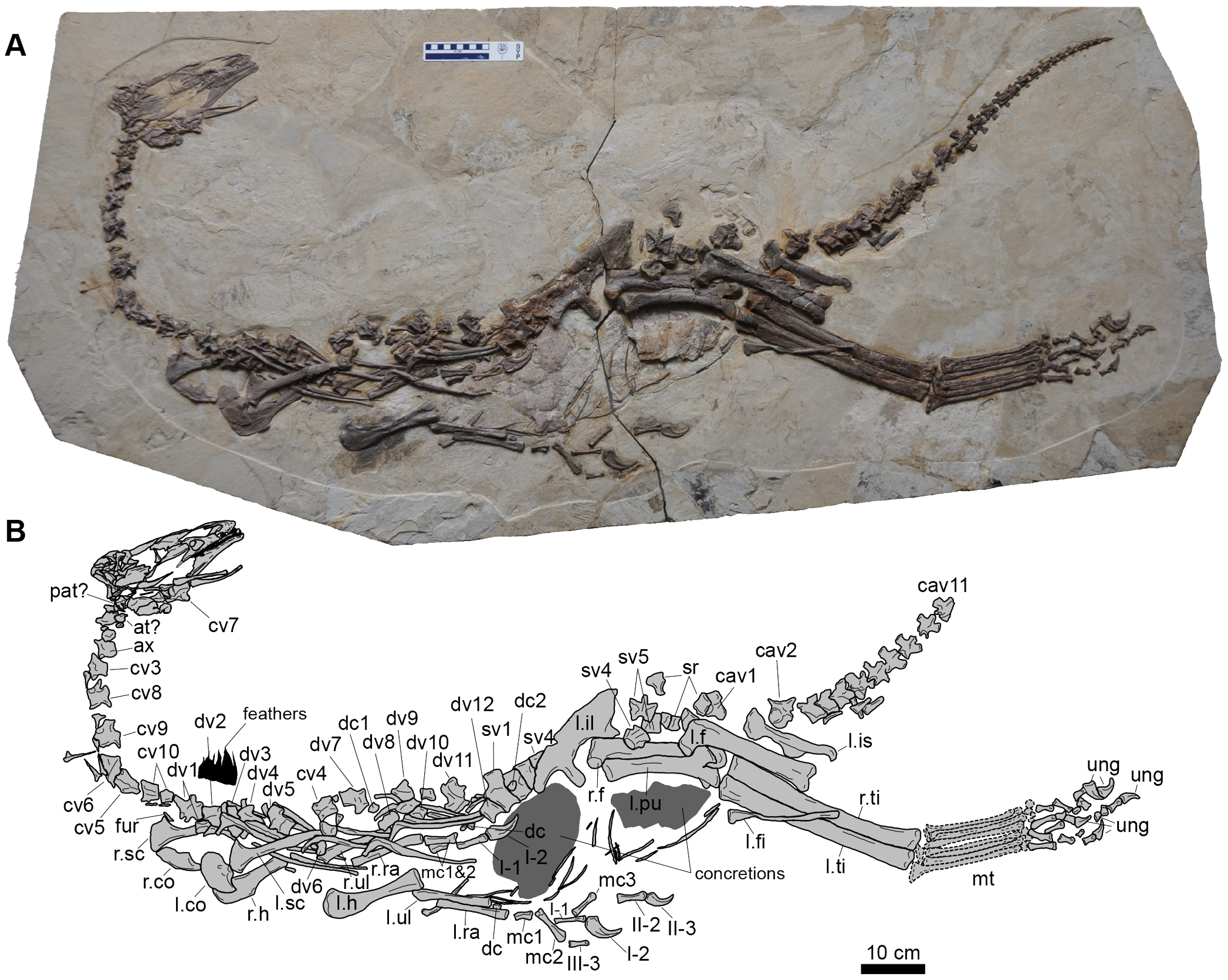
Het holotype

### Grootte, algemene bouw en onderscheidende kenmerken
Jianchangosaurus is een kleine tweevoetige planteneter. De lichaamslengte van het holotype is geschat op zo'n twee meter. Het volwassen dier zal langer geweest zijn. Hij heeft een langgerekte kop en krachtige voorpoten met grote klauwen.
De beschrijvers wisten enkele onderscheidende kenmerken vast te stellen. Er staan zevenentwintig dicht opeengepakte tanden in het bovenkaaksbeen. De bovenrand van de fenestra antorbitalis wordt gevormd door het bovenkaaksbeen, het traanbeen maar vooral het neusbeen. Het jukbeen bereikt de rand van de fenestra antorbitalis niet. Aan de voorste punt van het dentarium van de onderkaak bevindt zich een kort diasteem. Behalve de zes voorste tanden hebben de dentaire tanden in de onderkaak een holle buitenkant en een bolle binnenkant. De voorste ruggenwervels hebben geen opvallende verdikking van de dwarsrichel aan de achterste onderzijde. De centra van de voorste staartwervels hebben een ovale doorsnede en gewrichtsvlakken die even hoog zijn als breed. De handklauwen zijn zwak gebogen en hebben onderaan een zwak ontwikkelde bult voor de aanhechting van de pees van de buigende spier. Het darmbeen is laag en langgerekt. De groeve voor de aanhechting van de musculus cuppedicus wordt begrensd door een richel die samenvloeit met de rand van het heupgewricht. De schachten van de schaambeenderen maken over een groot deel van hun hoogte contact met elkaar via een beenschort.

### Skelet

#### Schedel
De schedel van Jianchangosaurus is langwerpig en vooraan naar beneden gebogen. Het neusgat is zeer groot en vormt een liggende ruit. De fenestra antorbitalis heeft de vorm van een vrij kleine driehoek; de ervoor liggende fenestra maxillaris is met de helft van de oppervlakte uitzonderlijk groot. De oogkas is groot en ongeveer vijfhoekig. Het onderste slaapvenster is smal.

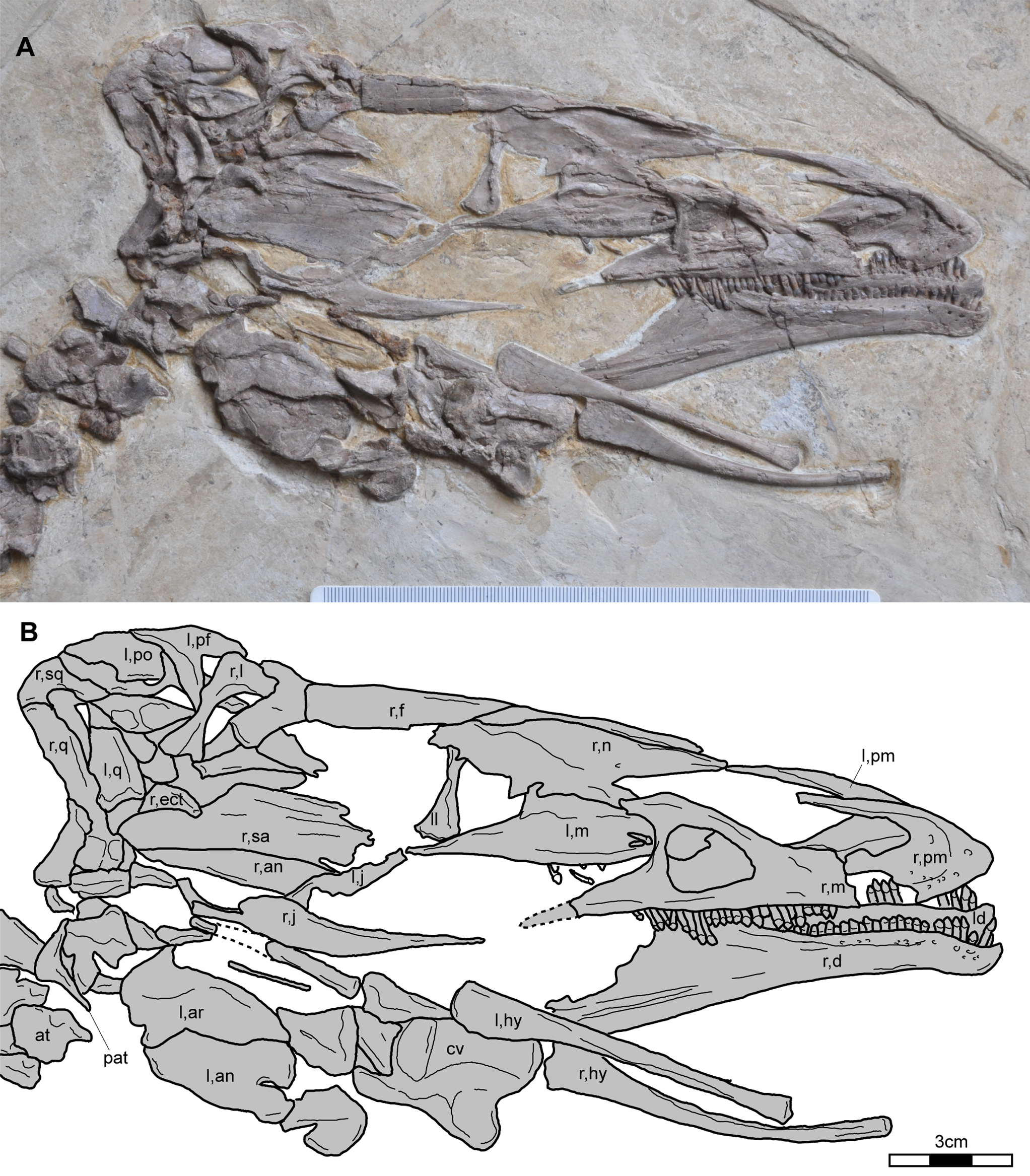
Schedel en onderkaken

Het voorste bot van de snuit, de praemaxilla, is tandeloos. Bij het levende dier droeg het vermoedelijk een hoornige bovensnavel. De opgaande tak ervan reikt tot ver boven het neusgat. De tak naar het bovenkaaksbeen is kort en aan het buitenste oppervlak vrij sterk uitgehold. De uitholling voor het neusgat is zeer omvangrijk en loopt tot in de snuitpunt. Zowel de opgaande tak als de uitholling rond het voorste neusgat worden doorboord door foramina. Ader- en zenuwkanalen langs de onderrand wijzen op de aanwezigheid van een hoornlaag. Ook het voorste deel van de voorste tak van het bovenkaaksbeen is over een lengte van een halve centimeter tandeloos. De voorste tak is aan de buitenkant glad met uitzondering van een foramen boven de achtste tand en een groeve achter de zeventiende tand, net als bij Erlikosaurus. De tak richting neusbeen omvat de fenestra maxillaris, maar strekt zich naar achteren niet ver uit, over ongeveer een kwart van de bovenrand van de fenestra antorbitalis die voornamelijk door het neusbeen gevormd wordt. De tak richting jukbeen begint vooraan hoog maar vernauwt naar achteren in een gevorkt uiteinde. De binnenkant van het bovenkaaksbeen is glad. Het neusbeen is lang. De voorste onderrand van het neusbeen vormt de bovenkant van de neusopening en is opvallend recht, naar achteren toe iets naar beneden aflopend. De punt overlapt de opgaande tak van de praemaxilla iets. Er is een korte achterste tak die het prefrontale overlapt. Er is een foramen vlak voor het raakvlak met de bovenste tak van het bovenkaaksbeen. Het traanbeen is L-vormig, met een uitholling op de voorste tak. Door beschadigingen is de mate van pneumatisering niet vast te stellen. Aan de binnenkant loopt een richel schuin omlaag. Het prefrontale vormt een driehoekig element in de voorste bovenhoek van de oogkas. Een korte gevorkte voorste tak omvat de achterkant van het neusbeen. Een neergaande tak loopt ver naar onderen door, achter de neergaande tak van het traanbeen. Van boven bezien maakt het prefrontale een rechte raaklijn met het frontale en vormt een langer en groter deel van de bovenkant van de schedel dan het traanbeen. Het voorhoofdsbeen vormt de achterste bovenrand van de oogkas. Het raakt het traanbeen niet.
De achterste zijkant van de schedel is slecht bewaard gebleven en er is weinig informatie over het postorbitale en het squamosum terwijl het quadratojugale geheel onbekend is. Bij het jukbeen is de voorste tak overdwars afgeplat, een lange punt vormend die echter de rand van de fenetsra antorbitalis niet raakt, maar omvat wordt door de achterste tak van het bovenkaaksbeen. Het quadratum is recht in zijaanzicht. Dit element heeft geen waarneembare pneumatisering. Langs de achterrand van het onderste slaapvenster loopt een verticale richel. De buitenste knobbel van het kaakgewricht is afgerond.

#### Onderkaken en tongbeenderen
Het dentarium van de onderkaak versmalt naar voren toe. Ter hoogte van de negende tand, vlak voor het punt waar de tandrij inspringt ten opzichte van de overige zijkant van het bot, is er een opvallende en plotse kromming naar beneden die echter minder sterk is dan bij andere bekende therizinosauriërs. Helemaal vooraan raken de onderkaken elkaar over een kort gedeelte dat niet vergroeid is en geen tanden draagt. De tandeloze sector is korter dan bij Erlikosaurus, nauwelijks het equivalent van een enkele tandpositie. De onderste achterste tak van het dentarium vormt een hoog raakvlak met het angulare en de onderrand van een vrij klein zijvenster dat niet meer dan een derde van de lengte van het angulare heeft. Het surangulare is hoog met een vlakke buitenkant die niet doorboord wordt door enig foramen. De achterkant van het surangulare vormt een robuuste punt achter het kaakgewricht die recht naar achteren uitsteekt. Het rechte raakvlak tussen angulare en surangulare strekt zich van het zijvenster tot onder die punt uit. Het angulare is vrij kort omdat het naar voren maar tot aan de achterkant van het zijvenster reikt.
Het fossiel heeft twee robuuste tongbeenderen bewaard met de helft van de lengte van de schedel; achteraan eindigen ze spatelvormig, vooraan staafvormig.

#### Tanden

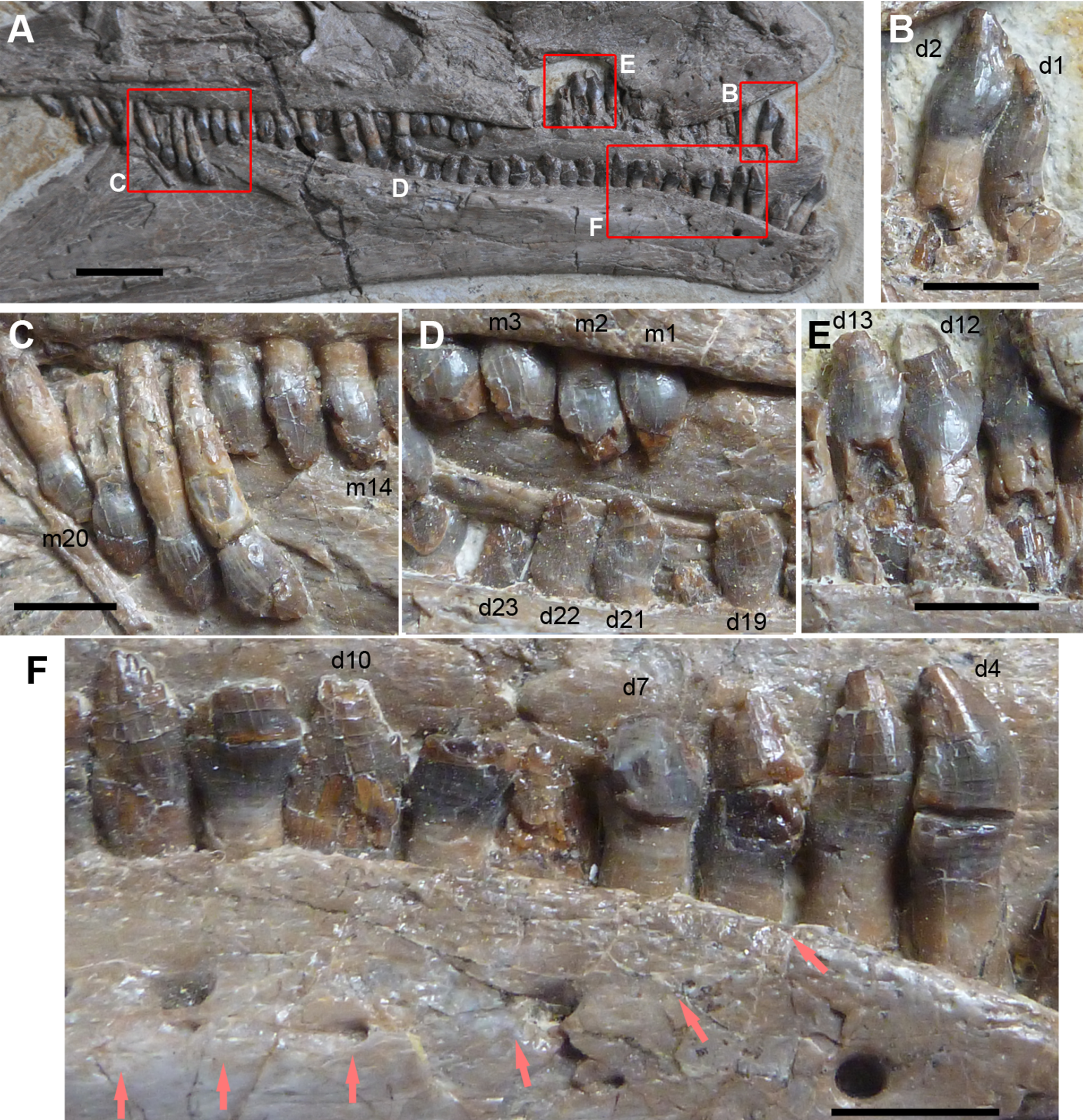
De tanden van Jianchangosaurus hebben een unieke vorm

De praemaxilla is tandeloos. Er staan zevenentwintig tanden in het bovenkaaksbeen. Het aantal tanden in de onderkaak is niet exact vast te stellen, maar bedraagt vermoedelijk tussen de vijfentwintig en achtentwintig. De tanden zijn klein met een lansvormige kroon die aan de basis ingesnoerd is. De lange tandwortels, die bij het fossiel goed te zien zijn omdat veel tanden uit hun kassen zijn gegleden, zijn cilindervormig. De tandrij toont geen gaten ten gevolge van een vervangingscyclus. De maxillaire tanden, in het bovenkaaksbeen, worden naar achteren toe kleiner; de tandrij daar is niet ingesprongen ten opzichte van het zijoppervlak. Alle maxillaire tanden hebben een sterk bol buitenste oppervlak. Ook de voorste zes dentaire tanden hebben een bol buitenvlak, maar bij de achterliggende tanden van de onderkaak is de buitenkant hol en de binnenkant bol. Dit zou niet het gevolg zijn van compressie van het fossiel, maar een authentiek kenmerk van het levende dier vertegenwoordigen. Dit is een uniek kenmerk binnen de Theropoda. Het aantal vertandingen op de snijrand bedraagt zowel bij de maxillaire als de dentaire tanden ongeveer drie per strekkende millimeter. De dichtheid blijft bij alle tanden gelijk, wat een basaal kenmerk is. De voorste tanden van de onderkaak zijn niet verlengd.

#### Postcrania

##### Wervelkolom
De wervelkolom bestaat uit tien halswervels, dertien ruggenwervels, vijf sacrale wervels en minstens elf staartwervels.
De halswervels zijn amficoel: hol aan voor- en achterkant. Ze zijn sterk gepneumatiseerd, waarbij de zijkanten van de middelste wervels door een paar pneumatische foramina doorboord werden, waardoorheen de uitlopers van de luchtzakken het holle binnenste konden bereiken, de overige wervels door een enkel foramen. Door het verlies van hun onderlinge articulatie zijn de voorste halswervels uitzonderlijk goed te observeren. De atlas heeft korte afgeronde achterste gewrichtsuitsteeksels. De draaier heeft een laag doornuitsteeksel met een lage bovenklant. De achterste gewrichtsuitsteeksels zijn hier langer dan de voorste, over de achterrand van het wervelcentrum uitstekend, en hebben schuin naar beneden gerichte facetten. De epipofysen vormen sterk uitstekende hoeken op hun bases. De zijkant van de draaier toont een grote pneumatische uitholling, een pleurocoel. Vanaf de vijfde wervel zijn er dubbele pleurocoelen per zijde. Van de vierde wervel af worden de voorste gewrichtsuitsteeksels langer, over de rand van de voorgaande wervel uitstekend, en robuust met ovale facetten. De epipofysen van beide zijden zijn zowel bij de derde en de vierde wervel door een dwarsrichel verbonden, zodat de achterrand van het doornuitsteeksel recht is in bovenaanzicht. Deze structuur ontbreekt bij de achterliggende wervels. Bij de middelste en achterste halswervels heeft de wervelboog inclusief gewrichtsuitsteeksels in bovenaanzicht de X-vorm die karakteristiek is voor de Therizinosauria en Oviraptorosauria. De nekribben zijn langer dan de wervellichamen. Hun bovenste ribkoppen, de tubercula, zijn langer dan hun onderste koppen, de capitula. Tussen beide koppen bevinden zich aan de binnenzijde van de rib twee groeven. De nekribben lopen dun en splintervormig uit.
Bij de ruggenwervels, alle spoelvormig zonder pneumatisering, zijn de doornuitsteeksels iets schuin naar achteren gericht en nemen in die richting ook geleidelijk van wervel tot wervel in grootte toe. Bij de voorste wervels is hun bovenrand bol; naar achteren wordt die geleidelijk rechter. Ook de zijuitsteeksels verlengen naar achteren toe; hun uiteinden zijn verbreed. De gewrichtsuitsteeksels zijn vrij kort: de voorste reiken tot de rand van hun wervellichaam terwijl de achterste daar overheen gaan tot over de achterliggende wervel.
Ten gevolge van de jonge leeftijd van het holotype zijn de vijf sacrale wervels met hun centra niet vergroeid, wel de doornuitsteeksels van de derde en vierde wervel. Bij de eerste wervel heeft het doornuitsteeksel een rechte voorkant en bovenkant. Deze wervel heeft nog aparte achterste gewrichtsuitsteeksels, maar deze zijn veel kleiner dan bij de ruggenwervels. Minstens de eerste wervel heeft een groeve op de onderzijde. Bij de sacrale wervels zijn geen aanwijzingen voor pneumatisering gevonden.
De staartwervels zijn spoelvormig, niet pneumatisch en ongeveer even breed als hoog. Hun doornuitsteeksels zijn schuin naar achteren gericht en hebben de typisch therizinosaurische vorm met aan hun uiteinde een gescheiden voorste en achterste uitloper. Hun gewrichtsuitsteeksels zijn kort met ronde facetten. Van de negende staartwervel af steken de zijuitsteeksels meer naar achteren in plaats van haaks op het centrum te staan.
De borstribben zijn naar achteren gericht, maar hun voorrand is iets bol gebogen. De uiteinden van de voorste ribben zijn verbreed. De buikribben, waarvan er minstens zestien paar aanwezig zijn, bestaan uit dunne beensplinters.

##### Ledematen
Het schouderblad en het ravenbeksbeen zijn niet vergroeid. Het is niet duidelijk of dit een teken is van een jonge leeftijd van het holotype; bij basale therizinosauriërs komt dit kenmerk ook bij volwassen dieren voor. Het blad van het schouderblad is recht met een vrijwel parallel lopende voorrand en achterrand. De processus acromialis is niet sterk ontwikkeld en dit uitsteeksel loopt geleidelijk over in de onderste voorrand van het schouderblad. Het schoudergewricht is naar achteren gericht. De opstaande rand erboven is groter dan die eronder.
Het ravenbeksbeen is halfcirkelvormig door een lang achterste uitsteeksel waarvan de bovenrand haaks op de as van het schouderblad staat in plaats van een hoek van 45° te maken zoals bij de meeste therizinosauriërs. De bult op het ravenbeksbeen voor de aanhechting van de musculus biceps brachii is klein. Het lichaam ervan wordt doorboord door een foramen onder de beennaad met het schouderblad. Bij het linkerschouderblad is de punt gevonden van een tak van het vorkbeen.
De eigenlijke ledematen zijn lichtgebouwd. Het opperarmbeen is korter dan het schouderblad. Beide uiteinden ervan zijn licht verbreed, een basaal kenmerk. De deltopectorale kam beslaat een derde van de opperarmbeenschacht en de punt ervan hangt wat af. De humeruskop steekt iets naar achteren uit en is van de achterhoek van de bovenkant gescheiden door een uitholling. De schacht is recht in onderaanzicht en het dunst in het midden. De beenstijl die naar de binnenste gewrichtsknobbel leidt is niet verdikt, een zeer basaal kenmerk. De onderste gewrichtsknobbels worden achteraan gescheiden door een ondiepe groeve. De ellepijp heeft 78% van de lengte van het opperarmbeen, iets langer dan bij Falcarius. Het boveneind is driehoekig in dwarsdoorsnede en heeft maar een matig ontwikkelde processus olecrani. De schacht is recht, een afgeleid kenmerk. Het onderste uiteinde is cirkelvormig. Het iets dunnere spaakbeen is recht, zonder bult voor de biceps, een basaal kenmerk. Het onderste uiteinde is wat breder dan het bovenste. Er zijn minstens twee onderste polsbeenderen: een halvemaanvormig met een brede gewrichtsgroeve op de bovenzijde en een rond radiale met een uitholling op de buitenzijde. Het eerste middenhandsbeen heeft een rechthoekige verdikking waar het contact maakt met het tweede middenhandsbeen. Onderaan is de binnenste gewrichtsknobbel groter dan de buitenste, die aan de zijde van het tweede middenhandsbeen. Het tweede middenhandsbeen is recht en tweemaal zo lang als het eerste. Het bovenvlak is rechthoekig. Het derde middenhandsbeen is dunner dan de eerste twee en heeft over een derde van de lengte een raakvlak met het tweede. Ook het tweede en het derde middenhandsbeen hebben onderste gewrichtsknobbels. Het langste vingerkootje is het eerste van de eerste vinger; het is echter korter dan het tweede middenhandsbeen en dus niet het langste element in de hand. Het uiteinde ervan is verbreed maar mist een kapselgroeve, die alleen voorkomt bij het voorlaatste kootje van de derde vinger. De handklauwen zijn smal en vrij sterk gekromd. De knobbels voor de pezen van de buigende spier zijn afgerond. De zijgroeven draaien naar de punt toe op het bovenvlak van de klauwen. De eerste klauw mist de beenlip bovenaan het gewricht, een basaal kenmerk.
Het bekken van Jianchangosaurus is nog zeer basaal gevormd: het heeft sterk de eigenschappen die bijna alle Coelurosauria kenmerken en niet de speciale aanpassingen die meer afgeleide therizinosauriërs tonen. In het darmbeen is het enig typisch therizinosaurische dat de onderrand van het voorblad hoger ligt dan de bovenrand van het heupgewricht. Verder is het voorblad niet speciaal verhoogd en verlaagt zelfs naar voren toe met een afgeronde voorkant uitlopend in een kleine afhangende punt, die sterker ontwikkeld is dan bij enig andere bekende therizinosauriër. Aan de interne, van de wervelkolom afgerichte, onderste binnenkant van het driehoekige achterblad, eindigend in een horizontale punt, is het vlak voor de aanhechting van de musculus caudofemoralis brevis niet sterk ontwikkeld. Het aanhangsel voor het schaambeen is lang en smal met parallelle randen. Het heupgewricht is groot en er bevindt zich geen verticale richel boven. Het kegelvormige aanhangsel voor het zitbeen is kort en stomp. Het schaambeen is naar voren gericht, een basaal kenmerk. Afgeleid is echter dat het korter is dan het darmbeen en dat ook de, rechte, tak naar het darmbeen kort is. Het schaambeen is ook maar 20% langer dan het zitbeen. Er is een beenschort aanwezig tussen de schaambeenderen over minstens hun onderste helft. De "voet"van het schaambeen is ondiep met een bolle onderkant, een kort voorste uitsteeksel en een lang achterste uitsteeksel dat echter niet zo ver naar achteren reikt als bij Falcarius. Het zitbeen heeft een schacht die in zijaanzicht recht is over bovenste twee derden deel en golvend over het onderste derde deel. De achterrand is hol gekromd. De takken naar het schaambeen en het darmbeen zijn kort. Het hoofdlichaam is in zijaanzicht hoger dan breed. De voorrand heeft in het midden een driehoekig uitsteeksel, een processus obturatorius; typisch ligt dit bij therizinosauriërs lager. De punt ervan is iets verbreed en wijst schuin naar onderen.
Het dijbeen is recht. De dijbeenkop staat haaks op de schacht maar heeft maar een zwak ontwikkelde nek. De cilindervormige trochanter minor is van de trochanter major gescheiden door een nauwe kloof. Een vierde trochanter aan de binnenste achterkant is niet zichtbaar. De onderste gewrichtsknobbels zijn gescheiden door een trog. Het scheenbeen is anderhalfmaal zo lang als het dijbeen, een zeer basaal kenmerk dat wijst op een behouden vermogen tot rennen: bij geen enkele andere bekende therizinosauriër sis het onderbeen zo sterk verlengd. Het achterste bovenvlak heeft een duidelijk gescheiden binnenste en buitenste beenplateau. Bij het smalle kuitbeen vernauwt de schacht tot een derde van de breedte van de bovenkant. De voetklauwen zijn groot, overdwars nauw en sterk gekromd. De grotere klauwen hebben diepe zijgroeven, de kleinere juist gladde zijkanten. De voetklauwen zijn kleiner dan de handklauwen. De aanhechtingsbulten aan de onderkant van het gewrichtsvlak van de klauwen, voor de pezen van de krommende spieren, zijn zwak ontwikkeld.

### Weke delen

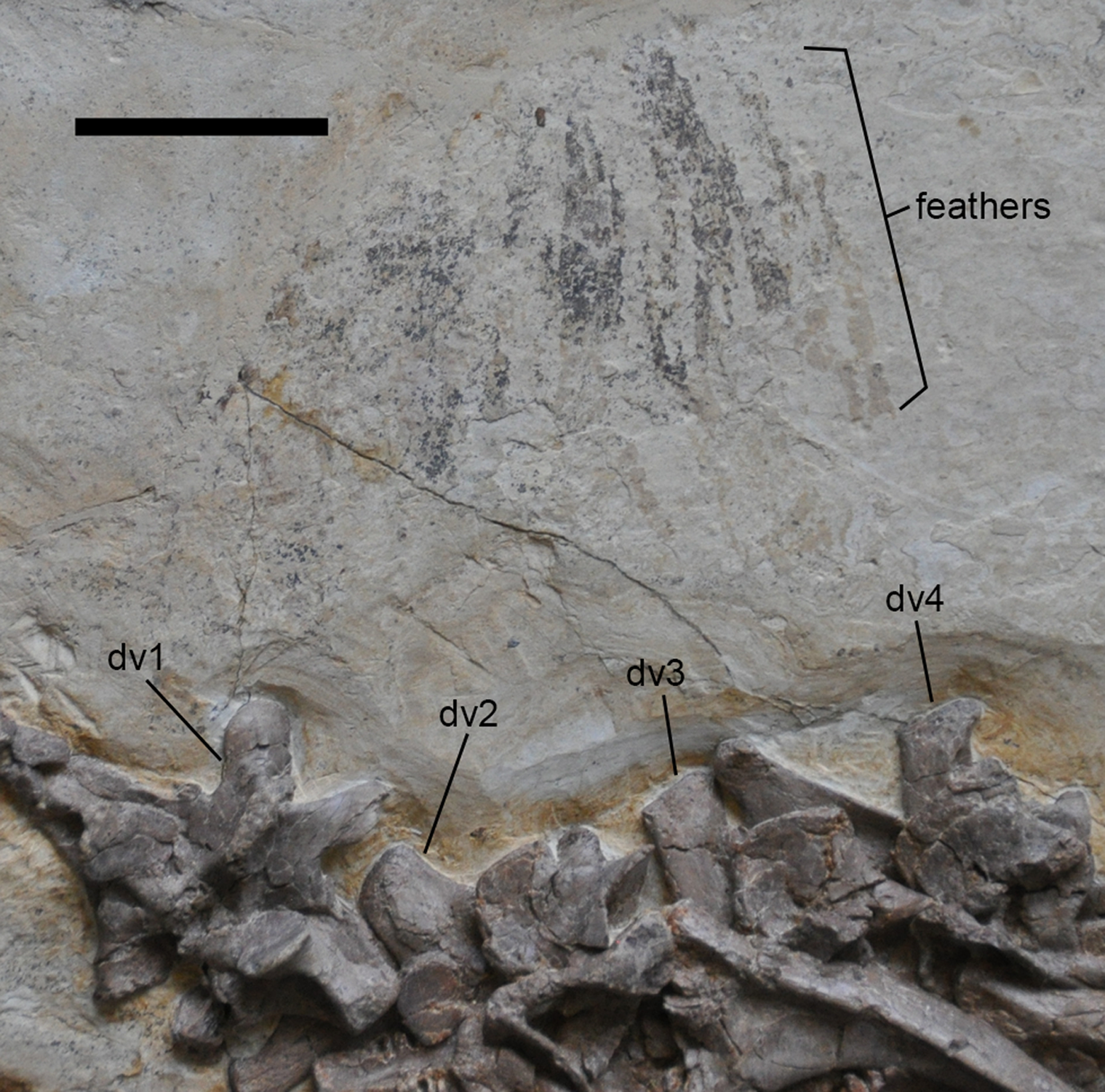
De veren

Boven de eerste tot en met derde ruggenwervel zijn omzettingsresten van veren aanwezig. Tijdens de eerste onoordeelkundige preparatie is de onderkant van deze veren verwijderd. Als we voor hun lengte de afstand tussen de doornuitsteeksels en de veerpunten nemen bedraagt die zo'n tien centimeter. De veren hebben de vorm van ongesplitste stroken met een breedte van twee tot drie millimeter. In vorm en structuur lijken ze zo op de zogenaamde EBFFs, Elongated Broad Filamentous Feathers die van de verwant Beipiaosaurus bekend zijn welke in dezelfde formatie gevonden is. De omvang en hoogte van de structuren deed de beschrijvers vermoeden dat ze voor de pronk dienden. Het kan ook zijn dat ze een lange dikke vacht vormden die tijdens de fossilisering omhoog is komen te staan. Ze zijn zuiverder verticaal gericht dan de overeenkomende lichaamsbedekking op de nek van Beipiaosaurus.
Onder de middelste ruggenwervels en onder het bekken zijn een witgekleurde concretie zichtbaar. Het is niet duidelijk of deze een organische oorsprong of karakter hebben. De concreties vullen ongeveer de buikholte en bevatten geen botmateriaal.

## Fylogenie
Jianchangosaurus is door de beschrijvers basaal in de Therizinosauria geplaatst, boven Falcarius, maar buiten de Therizinosauroidea. Het is daarmee de meest basale bekende therizinosauriër uit Azië.
De positie in de stamboom wordt weergegeven in dit kladogram.
|  | Erliansaurus |
|  | |
|  | Nanshiungosaurus |
|  | |
|  | Neimongosaurus |
|  | |
|  | \| \| Segnosaurus \| \| \| \| \| \| Erlikosaurus \| \| \| \| \| \| Suzhousaurus \| \| \| \| \| \| Enigmosaurus \| \| \| \| \| \| Therizinosaurus \| \| \| \| \| \| Nothronychus mckinleyi \| \| \| \| \| \| Nothronychus graffami \| \| \| \| |
|  | |
|  | Segnosaurus |
|  | |
|  | Erlikosaurus |
|  | |
|  | Suzhousaurus |
|  | |
|  | Enigmosaurus |
|  | |
|  | Therizinosaurus |
|  | |
|  | Nothronychus mckinleyi |
|  | |
|  | Nothronychus graffami |
|  | |

|  | Segnosaurus            |
|  |                        |
|  | Erlikosaurus           |
|  |                        |
|  | Suzhousaurus           |
|  |                        |
|  | Enigmosaurus           |
|  |                        |
|  | Therizinosaurus        |
|  |                        |
|  | Nothronychus mckinleyi |
|  |                        |
|  | Nothronychus graffami  |
|  |                        |

|  | Erliansaurus |
|  | |
|  | Nanshiungosaurus |
|  | |
|  | Neimongosaurus |
|  | |
|  | \| \| Segnosaurus \| \| \| \| \| \| Erlikosaurus \| \| \| \| \| \| Suzhousaurus \| \| \| \| \| \| Enigmosaurus \| \| \| \| \| \| Therizinosaurus \| \| \| \| \| \| Nothronychus mckinleyi \| \| \| \| \| \| Nothronychus graffami \| \| \| \| |
|  | |
|  | Segnosaurus |
|  | |
|  | Erlikosaurus |
|  | |
|  | Suzhousaurus |
|  | |
|  | Enigmosaurus |
|  | |
|  | Therizinosaurus |
|  | |
|  | Nothronychus mckinleyi |
|  | |
|  | Nothronychus graffami |
|  | |

|  | Segnosaurus            |
|  |                        |
|  | Erlikosaurus           |
|  |                        |
|  | Suzhousaurus           |
|  |                        |
|  | Enigmosaurus           |
|  |                        |
|  | Therizinosaurus        |
|  |                        |
|  | Nothronychus mckinleyi |
|  |                        |
|  | Nothronychus graffami  |
|  |                        |

|  | Erliansaurus |
|  | |
|  | Nanshiungosaurus |
|  | |
|  | Neimongosaurus |
|  | |
|  | \| \| Segnosaurus \| \| \| \| \| \| Erlikosaurus \| \| \| \| \| \| Suzhousaurus \| \| \| \| \| \| Enigmosaurus \| \| \| \| \| \| Therizinosaurus \| \| \| \| \| \| Nothronychus mckinleyi \| \| \| \| \| \| Nothronychus graffami \| \| \| \| |
|  | |
|  | Segnosaurus |
|  | |
|  | Erlikosaurus |
|  | |
|  | Suzhousaurus |
|  | |
|  | Enigmosaurus |
|  | |
|  | Therizinosaurus |
|  | |
|  | Nothronychus mckinleyi |
|  | |
|  | Nothronychus graffami |
|  | |

|  | Segnosaurus            |
|  |                        |
|  | Erlikosaurus           |
|  |                        |
|  | Suzhousaurus           |
|  |                        |
|  | Enigmosaurus           |
|  |                        |
|  | Therizinosaurus        |
|  |                        |
|  | Nothronychus mckinleyi |
|  |                        |
|  | Nothronychus graffami  |
|  |                        |

|  | Erliansaurus |
|  | |
|  | Nanshiungosaurus |
|  | |
|  | Neimongosaurus |
|  | |
|  | \| \| Segnosaurus \| \| \| \| \| \| Erlikosaurus \| \| \| \| \| \| Suzhousaurus \| \| \| \| \| \| Enigmosaurus \| \| \| \| \| \| Therizinosaurus \| \| \| \| \| \| Nothronychus mckinleyi \| \| \| \| \| \| Nothronychus graffami \| \| \| \| |
|  | |
|  | Segnosaurus |
|  | |
|  | Erlikosaurus |
|  | |
|  | Suzhousaurus |
|  | |
|  | Enigmosaurus |
|  | |
|  | Therizinosaurus |
|  | |
|  | Nothronychus mckinleyi |
|  | |
|  | Nothronychus graffami |
|  | |

|  | Segnosaurus            |
|  |                        |
|  | Erlikosaurus           |
|  |                        |
|  | Suzhousaurus           |
|  |                        |
|  | Enigmosaurus           |
|  |                        |
|  | Therizinosaurus        |
|  |                        |
|  | Nothronychus mckinleyi |
|  |                        |
|  | Nothronychus graffami  |
|  |                        |

|  | Erliansaurus |
|  | |
|  | Nanshiungosaurus |
|  | |
|  | Neimongosaurus |
|  | |
|  | \| \| Segnosaurus \| \| \| \| \| \| Erlikosaurus \| \| \| \| \| \| Suzhousaurus \| \| \| \| \| \| Enigmosaurus \| \| \| \| \| \| Therizinosaurus \| \| \| \| \| \| Nothronychus mckinleyi \| \| \| \| \| \| Nothronychus graffami \| \| \| \| |
|  | |
|  | Segnosaurus |
|  | |
|  | Erlikosaurus |
|  | |
|  | Suzhousaurus |
|  | |
|  | Enigmosaurus |
|  | |
|  | Therizinosaurus |
|  | |
|  | Nothronychus mckinleyi |
|  | |
|  | Nothronychus graffami |
|  | |

|  | Segnosaurus            |
|  |                        |
|  | Erlikosaurus           |
|  |                        |
|  | Suzhousaurus           |
|  |                        |
|  | Enigmosaurus           |
|  |                        |
|  | Therizinosaurus        |
|  |                        |
|  | Nothronychus mckinleyi |
|  |                        |
|  | Nothronychus graffami  |
|  |                        |

|  | Erliansaurus |
|  | |
|  | Nanshiungosaurus |
|  | |
|  | Neimongosaurus |
|  | |
|  | \| \| Segnosaurus \| \| \| \| \| \| Erlikosaurus \| \| \| \| \| \| Suzhousaurus \| \| \| \| \| \| Enigmosaurus \| \| \| \| \| \| Therizinosaurus \| \| \| \| \| \| Nothronychus mckinleyi \| \| \| \| \| \| Nothronychus graffami \| \| \| \| |
|  | |
|  | Segnosaurus |
|  | |
|  | Erlikosaurus |
|  | |
|  | Suzhousaurus |
|  | |
|  | Enigmosaurus |
|  | |
|  | Therizinosaurus |
|  | |
|  | Nothronychus mckinleyi |
|  | |
|  | Nothronychus graffami |
|  | |

|  | Segnosaurus            |
|  |                        |
|  | Erlikosaurus           |
|  |                        |
|  | Suzhousaurus           |
|  |                        |
|  | Enigmosaurus           |
|  |                        |
|  | Therizinosaurus        |
|  |                        |
|  | Nothronychus mckinleyi |
|  |                        |
|  | Nothronychus graffami  |
|  |                        |

|  | Erliansaurus |
|  | |
|  | Nanshiungosaurus |
|  | |
|  | Neimongosaurus |
|  | |
|  | \| \| Segnosaurus \| \| \| \| \| \| Erlikosaurus \| \| \| \| \| \| Suzhousaurus \| \| \| \| \| \| Enigmosaurus \| \| \| \| \| \| Therizinosaurus \| \| \| \| \| \| Nothronychus mckinleyi \| \| \| \| \| \| Nothronychus graffami \| \| \| \| |
|  | |
|  | Segnosaurus |
|  | |
|  | Erlikosaurus |
|  | |
|  | Suzhousaurus |
|  | |
|  | Enigmosaurus |
|  | |
|  | Therizinosaurus |
|  | |
|  | Nothronychus mckinleyi |
|  | |
|  | Nothronychus graffami |
|  | |

|  | Segnosaurus            |
|  |                        |
|  | Erlikosaurus           |
|  |                        |
|  | Suzhousaurus           |
|  |                        |
|  | Enigmosaurus           |
|  |                        |
|  | Therizinosaurus        |
|  |                        |
|  | Nothronychus mckinleyi |
|  |                        |
|  | Nothronychus graffami  |
|  |                        |

|  | Erliansaurus |
|  | |
|  | Nanshiungosaurus |
|  | |
|  | Neimongosaurus |
|  | |
|  | \| \| Segnosaurus \| \| \| \| \| \| Erlikosaurus \| \| \| \| \| \| Suzhousaurus \| \| \| \| \| \| Enigmosaurus \| \| \| \| \| \| Therizinosaurus \| \| \| \| \| \| Nothronychus mckinleyi \| \| \| \| \| \| Nothronychus graffami \| \| \| \| |
|  | |
|  | Segnosaurus |
|  | |
|  | Erlikosaurus |
|  | |
|  | Suzhousaurus |
|  | |
|  | Enigmosaurus |
|  | |
|  | Therizinosaurus |
|  | |
|  | Nothronychus mckinleyi |
|  | |
|  | Nothronychus graffami |
|  | |

|  | Segnosaurus            |
|  |                        |
|  | Erlikosaurus           |
|  |                        |
|  | Suzhousaurus           |
|  |                        |
|  | Enigmosaurus           |
|  |                        |
|  | Therizinosaurus        |
|  |                        |
|  | Nothronychus mckinleyi |
|  |                        |
|  | Nothronychus graffami  |
|  |                        |

|  | Erliansaurus |
|  | |
|  | Nanshiungosaurus |
|  | |
|  | Neimongosaurus |
|  | |
|  | \| \| Segnosaurus \| \| \| \| \| \| Erlikosaurus \| \| \| \| \| \| Suzhousaurus \| \| \| \| \| \| Enigmosaurus \| \| \| \| \| \| Therizinosaurus \| \| \| \| \| \| Nothronychus mckinleyi \| \| \| \| \| \| Nothronychus graffami \| \| \| \| |
|  | |
|  | Segnosaurus |
|  | |
|  | Erlikosaurus |
|  | |
|  | Suzhousaurus |
|  | |
|  | Enigmosaurus |
|  | |
|  | Therizinosaurus |
|  | |
|  | Nothronychus mckinleyi |
|  | |
|  | Nothronychus graffami |
|  | |

|  | Segnosaurus            |
|  |                        |
|  | Erlikosaurus           |
|  |                        |
|  | Suzhousaurus           |
|  |                        |
|  | Enigmosaurus           |
|  |                        |
|  | Therizinosaurus        |
|  |                        |
|  | Nothronychus mckinleyi |
|  |                        |
|  | Nothronychus graffami  |
|  |                        |

|  | Erliansaurus |
|  | |
|  | Nanshiungosaurus |
|  | |
|  | Neimongosaurus |
|  | |
|  | \| \| Segnosaurus \| \| \| \| \| \| Erlikosaurus \| \| \| \| \| \| Suzhousaurus \| \| \| \| \| \| Enigmosaurus \| \| \| \| \| \| Therizinosaurus \| \| \| \| \| \| Nothronychus mckinleyi \| \| \| \| \| \| Nothronychus graffami \| \| \| \| |
|  | |
|  | Segnosaurus |
|  | |
|  | Erlikosaurus |
|  | |
|  | Suzhousaurus |
|  | |
|  | Enigmosaurus |
|  | |
|  | Therizinosaurus |
|  | |
|  | Nothronychus mckinleyi |
|  | |
|  | Nothronychus graffami |
|  | |

|  | Segnosaurus            |
|  |                        |
|  | Erlikosaurus           |
|  |                        |
|  | Suzhousaurus           |
|  |                        |
|  | Enigmosaurus           |
|  |                        |
|  | Therizinosaurus        |
|  |                        |
|  | Nothronychus mckinleyi |
|  |                        |
|  | Nothronychus graffami  |
|  |                        |

|  | Erliansaurus |
|  | |
|  | Nanshiungosaurus |
|  | |
|  | Neimongosaurus |
|  | |
|  | \| \| Segnosaurus \| \| \| \| \| \| Erlikosaurus \| \| \| \| \| \| Suzhousaurus \| \| \| \| \| \| Enigmosaurus \| \| \| \| \| \| Therizinosaurus \| \| \| \| \| \| Nothronychus mckinleyi \| \| \| \| \| \| Nothronychus graffami \| \| \| \| |
|  | |
|  | Segnosaurus |
|  | |
|  | Erlikosaurus |
|  | |
|  | Suzhousaurus |
|  | |
|  | Enigmosaurus |
|  | |
|  | Therizinosaurus |
|  | |
|  | Nothronychus mckinleyi |
|  | |
|  | Nothronychus graffami |
|  | |

|  | Segnosaurus            |
|  |                        |
|  | Erlikosaurus           |
|  |                        |
|  | Suzhousaurus           |
|  |                        |
|  | Enigmosaurus           |
|  |                        |
|  | Therizinosaurus        |
|  |                        |
|  | Nothronychus mckinleyi |
|  |                        |
|  | Nothronychus graffami  |
|  |                        |

|  | Erliansaurus |
|  | |
|  | Nanshiungosaurus |
|  | |
|  | Neimongosaurus |
|  | |
|  | \| \| Segnosaurus \| \| \| \| \| \| Erlikosaurus \| \| \| \| \| \| Suzhousaurus \| \| \| \| \| \| Enigmosaurus \| \| \| \| \| \| Therizinosaurus \| \| \| \| \| \| Nothronychus mckinleyi \| \| \| \| \| \| Nothronychus graffami \| \| \| \| |
|  | |
|  | Segnosaurus |
|  | |
|  | Erlikosaurus |
|  | |
|  | Suzhousaurus |
|  | |
|  | Enigmosaurus |
|  | |
|  | Therizinosaurus |
|  | |
|  | Nothronychus mckinleyi |
|  | |
|  | Nothronychus graffami |
|  | |

|  | Segnosaurus            |
|  |                        |
|  | Erlikosaurus           |
|  |                        |
|  | Suzhousaurus           |
|  |                        |
|  | Enigmosaurus           |
|  |                        |
|  | Therizinosaurus        |
|  |                        |
|  | Nothronychus mckinleyi |
|  |                        |
|  | Nothronychus graffami  |
|  |                        |

|  | Erliansaurus |
|  | |
|  | Nanshiungosaurus |
|  | |
|  | Neimongosaurus |
|  | |
|  | \| \| Segnosaurus \| \| \| \| \| \| Erlikosaurus \| \| \| \| \| \| Suzhousaurus \| \| \| \| \| \| Enigmosaurus \| \| \| \| \| \| Therizinosaurus \| \| \| \| \| \| Nothronychus mckinleyi \| \| \| \| \| \| Nothronychus graffami \| \| \| \| |
|  | |
|  | Segnosaurus |
|  | |
|  | Erlikosaurus |
|  | |
|  | Suzhousaurus |
|  | |
|  | Enigmosaurus |
|  | |
|  | Therizinosaurus |
|  | |
|  | Nothronychus mckinleyi |
|  | |
|  | Nothronychus graffami |
|  | |

|  | Segnosaurus            |
|  |                        |
|  | Erlikosaurus           |
|  |                        |
|  | Suzhousaurus           |
|  |                        |
|  | Enigmosaurus           |
|  |                        |
|  | Therizinosaurus        |
|  |                        |
|  | Nothronychus mckinleyi |
|  |                        |
|  | Nothronychus graffami  |
|  |                        |

|  | Erliansaurus |
|  | |
|  | Nanshiungosaurus |
|  | |
|  | Neimongosaurus |
|  | |
|  | \| \| Segnosaurus \| \| \| \| \| \| Erlikosaurus \| \| \| \| \| \| Suzhousaurus \| \| \| \| \| \| Enigmosaurus \| \| \| \| \| \| Therizinosaurus \| \| \| \| \| \| Nothronychus mckinleyi \| \| \| \| \| \| Nothronychus graffami \| \| \| \| |
|  | |
|  | Segnosaurus |
|  | |
|  | Erlikosaurus |
|  | |
|  | Suzhousaurus |
|  | |
|  | Enigmosaurus |
|  | |
|  | Therizinosaurus |
|  | |
|  | Nothronychus mckinleyi |
|  | |
|  | Nothronychus graffami |
|  | |

|  | Segnosaurus            |
|  |                        |
|  | Erlikosaurus           |
|  |                        |
|  | Suzhousaurus           |
|  |                        |
|  | Enigmosaurus           |
|  |                        |
|  | Therizinosaurus        |
|  |                        |
|  | Nothronychus mckinleyi |
|  |                        |
|  | Nothronychus graffami  |
|  |                        |

|  | Erliansaurus |
|  | |
|  | Nanshiungosaurus |
|  | |
|  | Neimongosaurus |
|  | |
|  | \| \| Segnosaurus \| \| \| \| \| \| Erlikosaurus \| \| \| \| \| \| Suzhousaurus \| \| \| \| \| \| Enigmosaurus \| \| \| \| \| \| Therizinosaurus \| \| \| \| \| \| Nothronychus mckinleyi \| \| \| \| \| \| Nothronychus graffami \| \| \| \| |
|  | |
|  | Segnosaurus |
|  | |
|  | Erlikosaurus |
|  | |
|  | Suzhousaurus |
|  | |
|  | Enigmosaurus |
|  | |
|  | Therizinosaurus |
|  | |
|  | Nothronychus mckinleyi |
|  | |
|  | Nothronychus graffami |
|  | |

|  | Segnosaurus            |
|  |                        |
|  | Erlikosaurus           |
|  |                        |
|  | Suzhousaurus           |
|  |                        |
|  | Enigmosaurus           |
|  |                        |
|  | Therizinosaurus        |
|  |                        |
|  | Nothronychus mckinleyi |
|  |                        |
|  | Nothronychus graffami  |
|  |                        |

|  | Erliansaurus |
|  | |
|  | Nanshiungosaurus |
|  | |
|  | Neimongosaurus |
|  | |
|  | \| \| Segnosaurus \| \| \| \| \| \| Erlikosaurus \| \| \| \| \| \| Suzhousaurus \| \| \| \| \| \| Enigmosaurus \| \| \| \| \| \| Therizinosaurus \| \| \| \| \| \| Nothronychus mckinleyi \| \| \| \| \| \| Nothronychus graffami \| \| \| \| |
|  | |
|  | Segnosaurus |
|  | |
|  | Erlikosaurus |
|  | |
|  | Suzhousaurus |
|  | |
|  | Enigmosaurus |
|  | |
|  | Therizinosaurus |
|  | |
|  | Nothronychus mckinleyi |
|  | |
|  | Nothronychus graffami |
|  | |

|  | Segnosaurus            |
|  |                        |
|  | Erlikosaurus           |
|  |                        |
|  | Suzhousaurus           |
|  |                        |
|  | Enigmosaurus           |
|  |                        |
|  | Therizinosaurus        |
|  |                        |
|  | Nothronychus mckinleyi |
|  |                        |
|  | Nothronychus graffami  |
|  |                        |